# Relações entre Afeganistão e Irã
As relações entre o Afeganistão e o Irão (português europeu) ou Irã (português brasileiro) foram estabelecidas em 1935, durante o reinado do rei Zahir Shah e a dinastia Pahlavi da Pérsia. O Afeganistão e o Irã compartilham língua, cultura e história similares. No entanto, as relações entre os dois países foram afetadas negativamente por questões relacionadas com a guerra de 1978 até a presente data (ou seja, os Mujahideen, os refugiados afegãos, o Talibã e as ocasionais escaramuças de fronteira), incluindo água, a crescente influência dos Estados Unidos no Afeganistão, contrabando e a execução de milhares de prisioneiros afegãos no Irã.

## Relações diplomáticas
O Afeganistão assinou um tratado de amizade com o Irã em 1921, quando o país era governado pelo rei Amanullah Khan e o Irã ainda estava sob a dinastia Qajar. Antes de 1979, o ano em que o Irã sofreu a Revolução Iraniana e o Afeganistão foi invadido pela União Soviética, a questão dos direitos das águas do rio Helmand foram um assunto de grande importância entre as duas nações. As disputas pela água de Helmand são observadas em 1870, novamente após o rio mudar de curso em 1896. Em 1939, os reis dos dois países assinaram um acordo para compartilhar os direitos de água, que foi assinado, mas nunca ratificado; isso se repetiu em 1973 com um tratado entre os primeiros-ministros dos dois países, e novamente não ratificaram

### Pós-1979
Em dezembro de 1979, a União Soviética enviou cerca de 100.000 tropas para a República Democrática do Afeganistão para derrubar Hafizullah Amin, entrando em conflito com a insurgência mujahideen em todo o país. Os mujahideen eram formados por vários grupos que foram treinados pelo Paquistão e Irã. As relações entre o Afeganistão e o Irã rapidamente se deterioraram. Durante o mesmo ano, o presidente Zulfiqar Ali Bhutto foi executado no vizinho Paquistão e Mohammad Reza Pahlavi foi derrubado pela Revolução Iraniana. O consulado iraniano em Herat foi fechado, assim como o consulado afegão em Mashhad. Em 1985, o Irã pediu que grupos xiitas afegãos se unirem e se rebelassem ao Governo do Afeganistão. O Irã apoiou a causa dos rebeldes mujahideen e forneceu diversos tipos de assistências para aqueles que prometessem lealdade à Revolução Iraniana.
Nesse meio tempo, mais de um milhão de refugiados afegãos foram autorizados a entrar no Irã.   Alguns destes afegãos vivendo no Irã começaram a ser discriminados, perseguidos, torturados e executados por enforcamento.  Após o surgimento do governo Talibã e seu tratamento cruel às minorias do Afeganistão, o Irã intensificou a assistência à Aliança do Norte. As relações com o Talibã se deterioraram ainda mais em 1998, após as forças do Talibã tomarem o consulado iraniano no norte da cidade afegã de Mazar-e Sharif e executando diplomatas iranianos. O Irã quase entrou em guerra com o Talibã, mas a intervenção do Conselho de Segurança das Nações Unidas e dos Estados Unidos impediu.
Em 2001, após a invasão do Afeganistão pelo Ocidente e a queda do governo Talibã, as relações bilaterais melhoraram. Desde o final de 2001, o novo governo afegão sob Hamid Karzai se empenhou em relações cordiais com o Irã e os Estados Unidos, como as relações tensas entre os Estados Unidos e o Irã cresceram devido às objeções estadunidenses ao programa nuclear iraniano. O Irã foi um fator fundamental para a derrubada do Talibã e, desde então, ajudou a recuperar a economia e infra-estrutura do Afeganistão. Foi reaberta a embaixada iraniana em Cabul e seus consulados associados em outras cidades afegãs. Enquanto isso, o Irã entrou para a reconstrução do Afeganistão. A maioria de suas contribuições visam o desenvolvimento das comunidades xiitas afegãs, especialmente os hazaras e Qizilbash. 
Além dos legisladores afegãos, os líderes dos Estados Unidos e muitos oficiais da Otan também acreditam que o Irã esteja se intrometendo no Afeganistão por um jogo duplo. O Irã geralmente nega essas acusações. Por vários anos, muitos altos oficiais da ISAF e outros acusaram o Irã de abastecer e treinar os insurgentes talibãs.

### Comércio bilateral

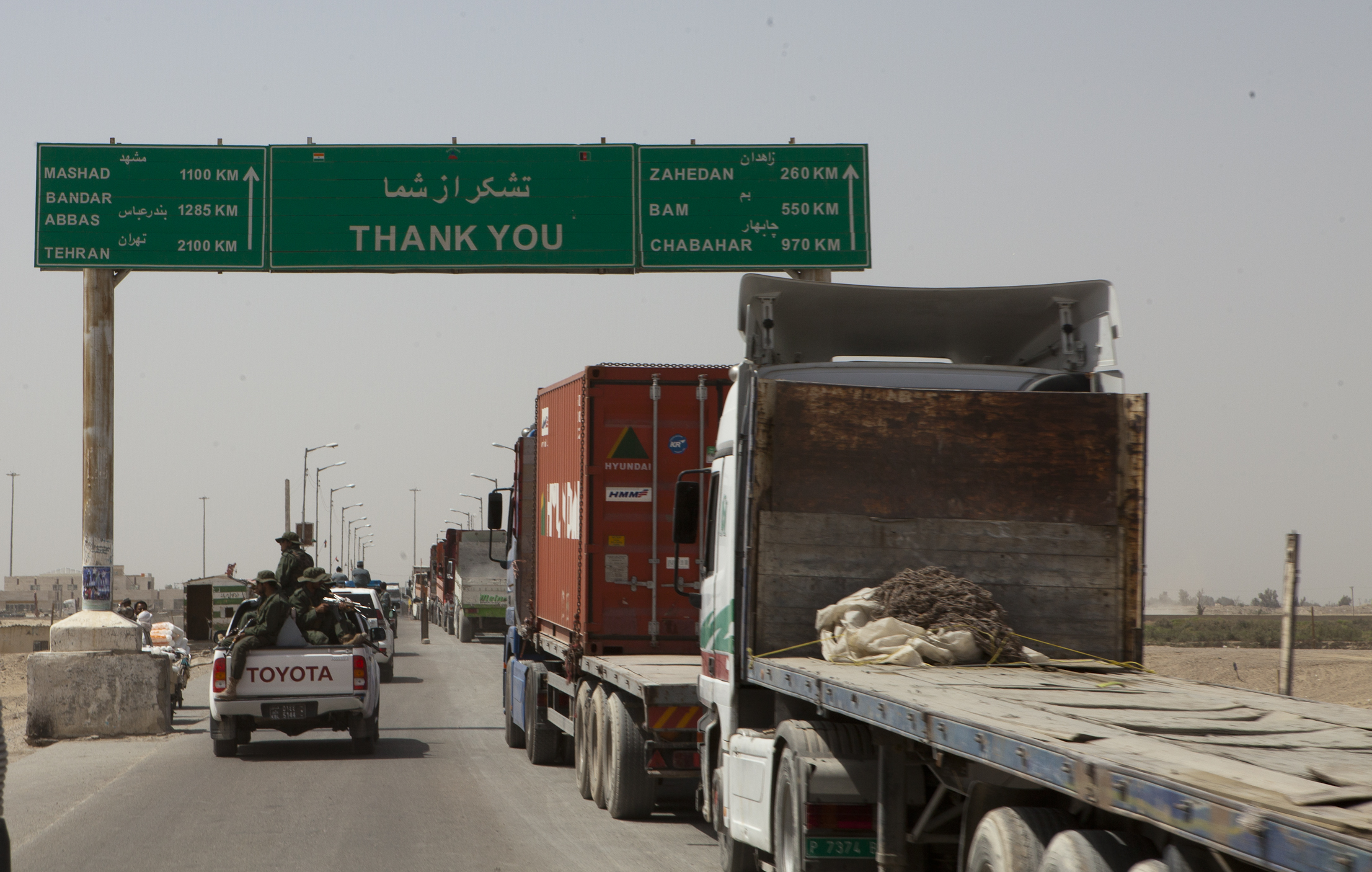
Estrada Delaram-Zaranj em Zaranj, na província de Nimruz do Afeganistão, perto da fronteira com o Irã.

O comércio entre os dois países aumentou dramaticamente desde a derrubada do governo Taliban no final de 2001. Irã e Afeganistão planejam a construção de uma nova linha ferroviária que ligará Mashhad a Herat. Em 2009, o Irã foi um dos maiores investidores no Afeganistão, principalmente na construção de estradas e pontes, bem como agricultura e cuidados de saúde.
De acordo com o presidente da Câmara de Comércio e Indústrias  do Afeganistão, as exportações iranianas para o Afeganistão em 2008, ficou em US $ 800 milhões. IRNA citou Mohammad Qorban Haqju como dizendo que o Irã importou US $ 4 milhões de produtos como frutas frescas e secas, minerais, pedras preciosas, especiarias provenientes do país vizinho. Ele disse que o Irã exportou produtos de petróleo, cimento, material de construção, tapetes, eletrodomésticos, e detergentes. O Irã importou nozes, tapetes, produtos agrícolas, bem como o artesanato do Afeganistão. O Afeganistão importa 90 por cento das suas necessidades, exceto produtos agrícolas.
O Afeganistão é um dos principais produtores de ópio. O Afeganistão produz 90% da heroína do mundo. Alguns destes medicamentos são contrabandeados para o Irã e de lá para países europeus. 